# Calyptomena
Calyptomena Horsfield, 1822 è un genere di uccelli passeriformi della famiglia degli Eurilaimidi.

## Descrizione
Al genere vengono ascritti uccelli dall'aspetto tozzo e arrotondato, lunghi una ventina di centimetri, con una corta coda squadrata, dal piumaggio dominato dalle tonalità del verde brillante (nella specie C. hosii è presente anche l'azzurro su petto e ventre) e con becco e testa sormontati da un caratteristico ciuffetto di penne, che li rende in qualche modo simile ai galletti di roccia sudamericani, coi quali tuttavia essi non sono strettamente imparentati.

## Distribuzione e habitat
Le tre specie del genere Calyptomena sono diffuse nel Sud-est Asiatico, con due specie endemiche del Borneo e una terza (C. viridis) diffusa anche a Sumatra e nella penisola malese: il loro habitat è rappresentato dalla foresta pluviale, dove vivono fra le cime degli alberi nutrendosi di frutta e insetti.

## Tassonomia
Al genere vengono ascritte tre specie:
- Calyptomena hosii Sharpe, 1892 - beccolargo di Hose
- Calyptomena viridis Raffles, 1822 - beccolargo verde
- Calyptomena whiteheadi Sharpe, 1887 - beccolargo di Whitehead

Il genere è l'unico della sottofamiglia Calyptomeninae nell'ambito della famiglia degli eurilaimidi: secondo alcuni, esso farebbe parte di una famiglia a sé stante, quella dei Calyptomenidae, da condividere con le specie africane del genere Smithornis.